# Orjolska oblast
Orjolska oblast (rusko Орло́вская о́бласть) je oblast v Rusiji v Osrednjem federalnem okrožju. Na severu meji na Tulsko in Kaluško oblastjo, na vzhodu na Lipecko oblastjo, na jugu na Kursko oblastjo in na zahodu na Brjansko oblastjo. Ustanovljena je bila 27. septembra 1937.